# Pedro Roque Favier
Pedro Roque Favier (* 13. März 1968 in Cayo Mambí, Provinz Holguín; † 24. Mai 2015 in Havanna) war ein kubanischer Ringer. Er war Weltmeister 1987 im griechisch-römischen Stil im Fliegengewicht.

## Werdegang
Nachdem Roque seine sportliche Laufbahn als Leichtathlet (Bahnläufer) begonnen hatte, wurde sein Talent als Ringer entdeckt, bevor er mit zwölf Jahren zum ersten Mal an einem auf dem Gelände der Zuckerfabrik Guatemala abgehaltenen Turnier teilnahm, das er gleich gewann. 1981 trat er in das Sportförderinternat (EIDE) seiner Heimatprovinz Holguín ein, 1983 in die Sportoberschule (ESPA), und wurde kurz darauf im Alter von nur 16 Jahren in den Nationalkader aufgenommen. Er wurde im griechisch-römischen Stil ausgebildet.
Sein erstes internationales Turnier war das 1984 in Las Tunas abgehaltene Granma, bei dem er die Goldmedaille in der Klasse bis 48 Kilogramm gewann. 1985 wurde er in Camagüey erstmals kubanischer Meister.
Seine großen Erfolge erzielte er ab 1986 in der zweitleichtesten Gewichtsklasse, dem Fliegengewicht, das zu seiner Zeit sein Gewichtslimit bei 52 kg Körpergewicht hatte.
1986 nahm er an der Junioren-Weltmeisterschaft in Schifferstadt teil und gewann dort den Titel vor Igor Gosi aus der Sowjetunion und Krysztof Sizymanski aus Polen. Im gleichen Jahr siegte er auch bei den Panamerikanischen Meisterschaften in Colorado Springs vor Juan Bernardino Cortés aus Mexiko und Lewis Dorrance aus den Vereinigten Staaten. Nachdem er 1986 in neun Wettbewerben acht Turniersiege errungen hatte, wurde er in Kuba zum Nachwuchssportler des Jahres gewählt.
1987 siegte Pedro Roque auch bei den Panamerikanischen Spielen in Indianapolis im Fliegengewicht vor Bernardo Olvera González aus Mexiko und Shawn Sheldon aus den Vereinigten Staaten. Bei der sich anschließenden Weltmeisterschaft in Clermont-Ferrand feierte er dann mit 19 Jahren den größten Erfolg seiner Laufbahn: Nur zehn Tage nach seinem Sieg in Indianapolis wurde er Weltmeister im Fliegengewicht und besiegte dabei im Endkampf den Polen Roman Kierpacz. Anschließend wurde Roque vom staatlichen kubanischen Sportverband als „Sportler des Jahres“ ausgezeichnet – womit der erste Vertreter des Nordostens Kubas war, dem diese Ehrung zuteilwurde.
1988 holte er sich den Titel bei der Panamerikanischen Meisterschaft und verwies Juan Bernardino Cortes und Mark Fuller aus den Vereinigten Staaten auf die Plätze. Dieser Erfolg war schon der letzte große Erfolg von Pedro Roque bei internationalen Meisterschaften. An den Olympischen Spielen 1988 in Seoul konnte er nicht teilnehmen, da Kuba diese aus politischen Gründen boykottierte. 1988 nahm er an sieben internationalen Turnieren teil und verlor dabei keinen einzigen Kampf.
Nach 1988 erschien Pedro Roque bei keiner internationalen Meisterschaft mehr, obwohl er erst 20 Jahre alt war. Nach offiziellen Angaben war er im Februar 1989 vorübergehend aus dem Nationalkader gestrichen worden, als er anlässlich mehrerer Wettkämpfe die vorgesehene Gewichtsgrenze nicht einhalten konnte. Trotz Drängens von Experten und Freunden sei er daraufhin nicht zum Wettkampfsport zurückgekehrt. Ab 1989 war in seiner Gewichtsklasse Raúl Martínez Alemán der Starter Kubas bei internationalen Meisterschaften.
Als Ursache für seinen frühen Tod 2015 gaben die staatlichen Sportbehörden Atemstillstand an.

## Internationale Meisterschaften
| Jahr | Platz | Wettbewerb                                           | Gewichtsklasse | Bemerkung                                                                                              |
| ---- | ----- | ---------------------------------------------------- | -------------- | --- |
| 1986 | 1.    | Junioren-WM (Juniors) in Schifferstadt               | Fliegen        | vor Igor Gosi, UdSSR u. Krzysztof Szymanski, Polen                                                     |
| 1986 | 1.    | Panamerikanische Meisterschaften in Colorado Springs | Fliegen        | vor Juan Bernardino Cortés, Mexiko u. Lewis Dorrance, USA                                              |
| 1986 | 2.    | Weltcup in Oak Lawns                                 | Fliegen        | hinter Alexander Ignatenko, UdSSR, vor Toshikazu Fujinami, Japan und László Bíró, Ungarn               |
| 1987 | 1.    | Panamerikanische Spiele in Indianapolis              | Fliegen        | vor Bernardo Olvera González, Mexiko u. Shawn Sheldon, USA                                             |
| 1987 | 1.    | WM in Clermont-Ferrand                               | Fliegen        | vor Roman Kierpacz, Polen, Alexander Ignatenko, Serge Robert, Frankreich u. Walentin Krumow, Bulgarien |
| 1987 | 3.    | FILA-Grand-Prix-Gala in Budapest                     | Fliegen        | hinter Roman Kierpacz u. Walentin Krumow, vor Serge Robert u. Csaba Vadász, Ungarn                     |
| 1987 | 3.    | Weltcup Albany                                       | Fliegen        | hinter Anatoli Romanjuk, UdSSR u. Jon Rønningen, Norwegen                                              |
| 1988 | 1.    | Panamerikanische Meisterschaft                       | Fliegen        | vor Juan Bernardino Cortés u. Mark Fuller, USA                                                         |
| 1988 | 1.    | Weltcup in Athen                                     | Fliegen        | vor Alexander Stepanjan, UdSSR u. Koji Shimizu, Japan                                                  |

Anm.: alle Wettbewerbe im griechisch-römischen Stil, WM = Weltmeisterschaft, Fliegengewicht, damals bis 52 kg Körpergewicht